# Luigi Gerli
Luigi Gerli (Rosate, 1876 – gennaio 1922) è stato un canottiere italiano, vincitore di sette medaglie (1 d'oro, 3 d'argento e 3 di bronzo) ai Campionati europei di canottaggio tra il 1899 e il 1905 nelle specialità del singolo, doppio e otto.

## Carriera
Atleta della Canottieri Milano, Luigi Gerli fu tra i primi canottieri italiani a distinguersi a livello internazionale, tra il 1899 e il 1905, partecipando a svariate edizioni dei Campionati europei di canottaggio. I successi più prestigiosi li ottenne nel singolo con l'oro del 1902 (dopo i due bronzi del 1900 e 1901); si trattò fra l'altro in assoluto del secondo titolo europeo di atleti italiani, un anno dopo il primo successo conseguito dell'equipaggio del quattro con della Barion di Bari. In coppia con Emilio Sacchini, Gerli conquistò anche due medaglie d'argento europee nel doppio (1903. 1905), oltre a due medaglie nell'equipaggio dell'otto (argento nel 1899 e bronzo nel 1905). 
La Gazzetta dello Sport dedicherà un articolo in prima pagina a "Luigi Gerli: il primo sculler italiano campione d'Europa" al momento della sua scomparsa nel gennaio 1922.